# Klatovy
Klatovy (alemany: Klattau) és una població de la República Txeca situada a la Regió de Plzeň i cap del districte de Klatovy. El 2020 tenia 22.140 habitants.
Ubicada a la falda dels Munts de Šumava. És ciutat reial des del segle xiii, el 1547 considerada entre les set ciutats més riques, des del segle xviii important centre cultural. Una plaça quadrangular configura el centre de la ciutat vella, amb l'edifici renaixentista de l'Ajuntament (1557-1559), al costat la Torre Negra (76 m d'alçada, vista panoràmica) i l'església barroca jesuïta de 1665/79 (valuosa decoració interior al subsòl catacumbes, on se sepultaven els membres de l'ordre, accessibles pel costat nord de l'església).
A més, a la plaça i carrers adjacents, una sèrie de cases gòtiques, renaixentistes i barroques, en què es destaca la N. 149, antiga farmàcia, De l'unicorn blanc, avui museu farmacèutic. Al carrer Krameriova, l'església gòtica primerenca de la Nativitat de la Verge Maria, construïda després de 1260 i transformada al voltant del 1400 i després als anys 1550/60, al seu costat el campanar renaixentista anomenat Torre Blanca, de 1581, reconstruït a 1758. Restes de les muralles envolten el nucli històric, amb torres i bastions. Cultiu tradicional de clavells Klatovians.